# Ligne de mire (tir)
Pour les articles homonymes, voir Ligne de mire.
Pour le fusil MAS-49/56, dans les années 1960 -1970, le cours sur le tir enseigné dans la formation toutes armes de l'armée française précisait que la ligne de mire est la ligne imaginaire passant par le centre de l'œilleton et le milieu du sommet du guidon. 
En guidage de missile, la ligne de visée est la ligne droite entre le missile ou le système de visée de l'arme et la cible. À la fin de l'engagement, la distance sera nulle.  
Par guidage de poursuite, le missile est dirigé de telle sorte que le vecteur vitesse du missile pointe toujours vers la cible, c'est-à-dire a la direction de la ligne de visée.

## Littérature
- Guidage tactique et stratégique des missiles, Paul Zarchan, American Institute of Aeronautics and Astronautics Inc.